# 秋田市立雄和小学校
秋田市立雄和小学校（あきたしりつ ゆうわしょうがっこう）は、秋田県秋田市の旧雄和町域にある公立小学校。

## 概要
- 本校は、旧雄和町内にあった川添・種平・戸米川・大正寺の4小学校を統合して設立された学校である。

## 沿革
- 2016年（平成28年）
  - 4月1日 - 開校。校章・校歌も制定された。
  - 4月6日 - 開校記念式典挙行。

## 学区
- 秋田市雄和地区

## 周辺
- 秋田市立雄和中学校 - 主な進学先で、同一敷地内にある。
- 秋田市立雄和学校給食センター
- 秋田市雄和市民サービスセンター（旧：雄和町役場）
  - ほくとライブラリー雄和図書館
  - 雄和児童センター
  - 秋田市消防本部秋田南消防署雄和分署
- 医療法人健雄会岩崎病院
- 秋田県道9号秋田雄和本荘線
- ローソン雄和石田店
- 秋田なまはげ農業協同組合雄和支店
  - 雄和グリーンセンター
  - 園芸集出荷施設
- 雄和郵便局
- 雄物川
- 秋田東警察署雄和駐在所

## アクセス
- 高尾ハイヤー『秋田市マイタウン・バス』南部線雄和Aコース又はBコースで、「雄和市民サービスセンター」バス停下車後、徒歩約570m・約9分。
- 秋田中央交通580系統雄和線で、「雄和市民サービスセンター前」バス停下車後、約500m・約7分。
- 秋田空港から、車で約7.8km・約15分。
- 日本海東北道秋田空港ICから、車で約10km・約18分。